# Dansk vestindisk rigsdaler
Dansk vestindisk rigsdaler og dansk vestindisk daler var møntenheder brugt i Danske Vestindien fra 1766 til 1849 (rigsdaler) og fra 1849 til 1934 (daler).
Vestindisk rigsdaler var inddelt i 96 skilling. En vestindisk rigsdaler svarede i værdi til 4⁄5 af dansk rigsdaler brugt i kongeriget Danmark på samme tidspunkt.
Vestindiske rigsdaler var efter 1849 udskiftet til dansk vestindisk daler, ligesom i kongeriget Danmark gik man over fra rigsdaler til daler. Dog gik man aldrig over fra dalere til kroner i Dansk Vestindien, selvom Danmark indgik i den skandinaviske møntunion med fælles kronemønt.
Vestindisk daler blev i 1859 inddelt i 100 cents. Derudover blev daleren delt yderligere op i 1904 i møntenhederne francs og bit (1 vestindisk daler var 5 francs værd, som svarede til hhv 100 cents og 500 bits). 100 bits var en opdeling af 1 vestindisk franc.
Dansk vestindiske francs svarede til 0,72 danske kroner i kongeriget Danmark.
Selvom Danmark i marts 1917 havde solgt Dansk Vestindien, som herved blev til de amerikanske Virgin Islands, blev dansk vestindisk daler stadig brugt frem til 1935 på øerne, indtil dalerens rettighed som vestindisk møntfod udløb. Mellem 1917 og 1934 svarede en amerikansk dollar værdi til 1.0363 vestindisk daler. Fra 1934 indførte USA amerikansk dollar på Virgin Islands.

## Vestindiske danske mønter
De første danske mønter på de vestindiske øer var skillinger med værdierne af 6, 12 og 24 skilling præget af sølv til brug som betalingsmiddel i kolonien fra årene 1748-77.
I 1816 fulgtes de af sølvskillingerne med værdierne 2, 10 og 20 skillinger og blev brugt frem til 1848. Disse vestindiske skillinger havde påskriften "Dansk Amerik(ansk) M(ynt)" præget for at kunne skelne dem fra almindelige danske skillinger brugt i Danmark.
En vestindisk 12-skilling fra 1748, under Frederiks V regeringstid, havde denne påskrift på reversen "XII*skill*Dansk*For*De*Danske*Americ*Insuler" hvor Amerikanske Insuler stod for de danske ø-besiddelser - påskriften løb langs kanten, og i midten af mønten var et billede af et sejlskib med tre master præget, med tallet *1748* under. På aversen af denne mønt var Frederik den 5. nævnt.

## Vestindiske danske pengesedler
De første danske pengesedler på øerne var genbrugte danske 5 rigsdaler kurant pengesedler fra årene 1784-85. Man tog rd kurant pengesedlerne til brug med ny værdi 6 1⁄4 rigsdaler trykt på de blanke bagsider af sedlerne, hvor forsiden forblev samme som i Danmark.
I 1788 begyndte danskerne at trykke egne pengesedler på øerne, med værdierne 20, 50 og 100 danske vestindiske rigsdalere. I 1806 tilføjede man 5 og 10 rigsdaler pengesedlerne, og fjernede 20 rigsdaler pengesedlen.

## Daler pengesedler, francs og dollars
I 1849, gik Dansk Vestindien til dalere og danskerne trykte nu vestindiske sedler med værdierne 2, 3, 5, 10, 50 og 100 vestindiske dalere. Tillige havde banken på St. Thomas udstedt dollars pengesedler mellem 1837 og 1889, uden at angive, hvilke dollars der var tale om - muligvis var disse dollars ment til brug i handel med amerikanerne.
Siden 1904 tilføjede Dansk-Vestindiske Nationalbank møntenheden francs på øerne, som lokal pendant til de nye danske kroner. 100 vestindiske francs svarede til 72 danske kroner (1 vestindisk franc var 0,72 kr). Banken udstedte nu pengesedler med værdierne 5, 10, 20 og 100 francs, med deres værdi i danske kroner også trykt på sedlen, henholdsvis 3.6, 7.2, 14.4 og 72 kroner.

## Vestindisk daler, cents, franc og bit
I 1849 gik øerne fra vestindiske rigsdalere til vestindiske dalere. Der blev ikke udstedt mindre møntenheder end daleren frem til 1859, men man brugte i stedet småmønter fra andre lande med dansk stempel.
Siden 1859, hvor man inddelte den vestindiske daler i 100 cents, blev der trykt cents småmønter på øerne.
Dansk vestindiske cents mønterne blev trykt med værdierne 1, 3, 5, 10 og 20 cents. 1 cent mønten var af bronze, og resten af cents mønterne var sølv.
I 1904, efter indførelsen af francs og bits, blev der af Dansk Vestindisk bank trykt guldmønter med værdien 4 dalere (som svarede til 20 francs) og 10 dalere (som svarede til 50 francs).
I 1905 blev der tilføjet småmønter med værdierne 1⁄2, 1, 2, 5, 10, 20 og 40 cents, der samtidigt havde påtrykt de nye møntværdier 2 1⁄2, 5, 10 og 50 bit, 1 og 2 francs. De mindste mønter 1⁄2, 1 og 2 cents var slået af bronze, 5 cents var nikkel og resten af centsmønterne sølv.
I 1904, blev der af Dansk Vestindisk bank indført to nye møntenheder på øerne, bit og franc. Tilsammen var der nu fire møntenheder brugt på øerne: dalere, francs, bit og cents. Alle fire møntenheder var i forhold til hinanden på følgende vis: 5 bit svarede til 1 cent, 100 bit svarede til 20 cents og 1 franc, 100 cents svarede til 5 francs og 1 daler.
Mønter blev herefter 1904 slået med 2 møntfod parvis på hver mønt: enten bits og cents, francs og cents, eller francs og daler. Guldmønter blev slået med værdierne 4 og 10 dalere (samtidig med francs.. Peng
Pengesedler blev udstedt med deres værdi pålydende i francs. Dansk vestindiske francs var lige så meget værd som franske franc, og på pengesedlernes bagside (se ) var deres værdi i danske kroner og øre trykt, hvor 1 franc var 72 øre.
Dansk vestindisk daler blev erstattet med amerikanske dollar 17 år efter Dansk Vestindien blev Virgin Islands i 1934, med 1 dollar svarende til 1.0363 daler. Amerikanske dollar blev gældende fra 1 juli 1934, mens danske vestindiske dalere kunne stadig bruges frem til 14. juli 1935.

## Andre landes mønter på øerne
Der er for få eller ingen kildehenvisninger i dette afsnit, hvilket er et problem. Du kan hjælpe ved at angive troværdige kilder til de påstande, som fremføres.

Udover egne udstedte sedler og mønter, brugte danskerne på de vestindiske øer også andre landes møntenheder, især før den danske daler blev inddelt i cents.
Mellem 1849 og 1859, brugte man på øerne småmønter fra USA, Mexico, Brasilien, Storbritannien, Britiske Vestindien, Frankrig, Holland og Spanien med et dansk stempel. Mønterne blev stemplet med FRVII, som var et monogram for Frederik den 7. og en kongekrone. Disse småmønter var mindre værd end den vestindiske daler og brugt i daglig handel.
Andre landes småmønter brugt på øerne er listet op i Krause & Mishler møntkatalog som amerikanske 1⁄2 og 1 cent, 1⁄4, 1⁄2 og 1 amerikansk dollar, 1⁄8 og 1⁄4 dollar fra Britisk Vestindiens anker-mønt, britiske farthings, 1⁄2 og 6 pence, 1 britisk shilling, 1⁄2 and 1 britisk crown, fransk 5 sous og 1⁄2 franc, mexicansk 8 real, hollandske 25 cent, samt spanske 4 maravedí, 1, 2 og 4 spanske real.

## Pengevæsen i Dansk Vestindien
Den Dansk-Vestindiske Nationalbank blev oprettet som en aktiebank af Nationalbanken i 1904. Den blev til efter forhandlinger mellem Nationalbanken, Handelsbanken, Landmandsbanken og Privatbanken i København. Hovedkontoret blev placeret i Charlotte Amalie på St. Thomas, og åbnede i februar 1905.
En betingelse for oprettelsen var, at der samtidig blev en permanent ordning af det vestindiske møntvæsen. Dette betød at man konverterede møntfoden fra Dollar til den latinamerikanske møntfod, Francs. I perioden 1859-1903 var 100 Dansk Vestindiske Cent = 1 US $ og efter konverteringen var 1 Franc = 100 bit. Vekselkursen var i denne forbindelse 1 $ = 5 Francs. Der blev udstedt sedler i de følgende værdier, 5, 10, 20 og 100 Francs, og disse blev trykt i England hos Bradbury, Wilkinson & Co. Ltd. London.
Den Dansk-Vestindiske Nationalbank havde oktroi (eneret) på udstedelse af sedler i 30 år. Da øerne blev afstået til USA i 1917 forblev de kgl. danske bank privilegier gældende, indtil de udløb i 1934, øerne havde derfor en særstilling ved at være amerikansk territorium, hvor der ikke anvendtes US dollar. I 1934 blev den Den Dansk-Vestindiske Nationalbank nedlagt, og den amerikanske dollar indført på øerne. 